# گیلید (ایندیانا)
گیلید (به انگلیسی: Gilead) یک منطقهٔ مسکونی در ایالات متحده آمریکا است که در شهرستان میامی، ایندیانا واقع شده‌است. گیلید ۲۵۶٫۹۵ متر بالاتر از سطح دریا واقع شده‌است.